# Liga I 2019-20
La temporada 2019-20 fue la centésima segunda edición de la Liga I la máxima categoría del fútbol profesional en Rumania, y organizada por la Liga Profesionistă de Fotbal. La temporada comenzó el 12 de julio de 2019 y finalizó el 5 de agosto de 2020. Comprende un receso invernal entre el 22 de diciembre de 2019 y el 31 de enero de 2020.
El 3 de agosto de 2020, en el último día de plazo de la UEFA para notificar los equipos que irían a Europa, el CFR Cluj derrotó por 3-1 Universitatea Craiova en un duelo tipo final, consiguiendo así el 5.º título de liga de su historia y el tercero consecutivo.

## Formato
Los 14 equipos participantes jugaron entre sí todos contra todos dos veces totalizando 26 partidos cada uno, al término de la fecha 26 los seis primeros clasificados pasaron a jugar la Ronda por el campeonato, mientras que los otros ocho pasaron a jugar la Ronda por la permanencia.
Los clubes comenzaron en la fase siguiente con los puntos reducidos a la mitad y sin ningún récord estadístico, es decir sin goles ni partidos.
En la Ronda por el campeonato los 6 equipos participantes jugaron entre sí todos contra todos dos veces totalizando 10 partidos cada uno, al término de la fecha 10, el primer clasificado se coronó campeón y obtuvo un cupo para la Primera ronda de la Liga de Campeones 2020-21, mientras que el segundo y el tercero obtuvieron un cupo para la Primera ronda de la Liga Europa 2020-21.
En la Ronda por la permanencia, los 8 equipos participantes jugaron entre sí todos contra todos dos veces totalizando 14 partidos cada uno, al término de la fecha 14, los 2 últimos clasificados descendieron a la Liga II 2020-21, mientras que el duodécimo jugó un play-off de permanencia contra el tercero de la Liga II 2019-20, por un puesto en la próxima temporada de la Liga I.
Un tercer cupo a la Primera ronda de la Liga Europa 2020-21 fue asignado al campeón de la Copa de Rumanía.

## Ascensos y descensos
| Pos. | Descendidos de la Liga I 2018-19 |
| ---- | -------------------------------- |
| 13.º | Dunărea Călărași                 |
| 14.º | Concordia Chiajna                |

| Pos. | Ascendidos de la Liga II 2018-19 |
| ---- | -------------------------------- |
| 1.º  | Chindia Târgoviște               |
| 2.º  | Academica Clinceni               |

## Equipos participantes
| Club                  | Ciudad          | Estadio                              | Capacidad |
| --------------------- | --------------- | ------------------------------------ | --------- |
| Academica Clinceni    | Clinceni        | Stadionul Clinceni                   | 2.800     |
| Astra Giurgiu         | Giurgiu         | Stadionul Marin Anastasovici         | 8.500     |
| Botoșani              | Botoșani        | Stadionul Municipal Botoşani         | 12.000    |
| CFR Cluj              | Cluj-Napoca     | Stadionul Dr. Constantin Rădulescu   | 23.500    |
| Chindia Târgoviște    | Târgoviște      | Stadionul Ilie Oană (Ploieşti)       | 15.000    |
| Dinamo București      | Bucarest        | Stadionul Dinamo                     | 15.300    |
| FCSB                  | Bucarest        | Arena Națională                      | 55.634    |
| Gaz Metan Mediaș      | Mediaș          | Stadionul Gaz Metan                  | 7.814     |
| Hermannstadt          | Sibiu           | Stadionul Municipal Sibiu            | 10.000    |
| Politehnica Iași      | Iași            | Stadionul Emil Alexandrescu          | 12.500    |
| Sepsi Sfântu Gheorghe | Sfântu Gheorghe | Stadionul Silviu Ploeșteanu (Braşov) | 8.800     |
| Universitatea Craiova | Craiova         | Stadionul Ion Oblemenco              | 30.900    |
| Viitorul Constanța    | Constanța       | Stadionul Viitorul (Ovidiu)          | 4.500     |
| Voluntari             | Voluntari       | Stadionul Anghel Iordănescu          | 4.600     |

## Temporada regular

### Tabla de posiciones
| Pos. | Equipo                | Pts. | PJ | G  | E  | P  | GF | GC | Dif. | Clasificación 2019–20    |
| ---- | --------------------- | ---- | -- | -- | -- | -- | -- | -- | ---- | ------------------------ |
| 1    | CFR Cluj              | 52   | 26 | 15 | 7  | 4  | 51 | 16 | +35  | Ronda por el campeonato  |
| 2    | Universitatea Craiova | 46   | 26 | 14 | 4  | 8  | 41 | 28 | +13  | Ronda por el campeonato  |
| 3    | Botoșani              | 45   | 26 | 12 | 9  | 5  | 36 | 30 | +6   | Ronda por el campeonato  |
| 4    | FCSB                  | 44   | 26 | 13 | 5  | 8  | 37 | 29 | +8   | Ronda por el campeonato  |
| 5    | Gaz Metan Mediaș      | 43   | 26 | 12 | 7  | 7  | 34 | 30 | +4   | Ronda por el campeonato  |
| 6    | Astra Giurgiu         | 42   | 26 | 13 | 6  | 7  | 36 | 43 | −7   | Ronda por el campeonato  |
| 7    | Viitorul Constanța    | 40   | 26 | 11 | 7  | 8  | 44 | 29 | +15  | Ronda por la permanencia |
| 8    | Dinamo București      | 34   | 26 | 10 | 4  | 12 | 37 | 41 | −4   | Ronda por la permanencia |
| 9    | Sepsi Sfântu Gheorghe | 33   | 26 | 7  | 12 | 7  | 30 | 26 | +4   | Ronda por la permanencia |
| 10   | Hermannstadt          | 25   | 26 | 5  | 10 | 11 | 26 | 44 | −18  | Ronda por la permanencia |
| 11   | Chindia Târgoviște    | 25   | 26 | 6  | 7  | 13 | 29 | 47 | −18  | Ronda por la permanencia |
| 12   | Politehnica Iași      | 22   | 26 | 5  | 7  | 14 | 26 | 40 | −14  | Ronda por la permanencia |
| 13   | Academica Clinceni    | 22   | 26 | 4  | 10 | 12 | 30 | 47 | −17  | Ronda por la permanencia |
| 14   | Voluntari             | 20   | 26 | 5  | 5  | 16 | 22 | 45 | −23  | Ronda por la permanencia |

 Fuente: LPF, Soccerway
Criterios de clasificación: 1) Puntos; 2) puntos entre sí; 3) diferencia de goles; 4) Goles marcados.
Notas:
1. ↑  Astra Giurgiu se le dedujeron 3 puntos por razones financieras[2]

### Resultados
| Local \ Visitante     | ACA | AST | BOT | CFR | CHI | DIN | FCS | GAZ | HER | POL | SEP | UNI | VIT | VOL |
| --------------------- | --- | --- | --- | --- | --- | --- | --- | --- | --- | --- | --- | --- | --- | --- |
| Academica Clinceni    | —   | 1–1 | 1–1 | 1–4 | 3–1 | 2–2 | 0–3 | 2–3 | 1–1 | 1–0 | 1–1 | 0–0 | 0–0 | 1–2 |
| Astra Giurgiu         | 3–1 | —   | 2–2 | 3–2 | 1–2 | 3–2 | 2–1 | 1–0 | 0–0 | 4–0 | 2–2 | 1–0 | 1–1 | 1–0 |
| Botoșani              | 2–2 | 1–2 | —   | 2–1 | 0–3 | 1–0 | 0–2 | 1–1 | 2–1 | 2–1 | 1–1 | 1–1 | 1–0 | 4–1 |
| CFR Cluj              | 3–0 | 2–0 | 4–1 | —   | 4–0 | 1–0 | 1–0 | 3–0 | 3–0 | 1–1 | 1–0 | 2–0 | 0–0 | 5–0 |
| Chindia Târgoviște    | 2–5 | 1–0 | 0–1 | 1–4 | —   | 3–2 | 1–2 | 1–1 | 1–1 | 2–1 | 0–0 | 1–1 | 0–1 | 1–2 |
| Dinamo București      | 4–2 | 2–0 | 1–1 | 0–0 | 4–1 | —   | 2–1 | 2–0 | 3–0 | 1–0 | 1–2 | 0–2 | 3–2 | 2–1 |
| FCSB                  | 0–0 | 1–3 | 0–2 | 0–0 | 1–1 | 1–1 | —   | 2–0 | 4–3 | 1–2 | 2–1 | 2–0 | 2–1 | 1–3 |
| Gaz Metan Mediaș      | 2–1 | 1–0 | 0–0 | 0–0 | 2–2 | 1–0 | 4–0 | —   | 1–1 | 3–2 | 1–1 | 2–3 | 1–0 | 1–0 |
| Hermannstadt          | 2–1 | 2–2 | 0–1 | 1–1 | 2–1 | 4–2 | 0–4 | 0–2 | —   | 1–0 | 2–2 | 2–1 | 1–1 | 0–0 |
| Politehnica Iași      | 2–0 | 1–0 | 0–3 | 2–1 | 2–2 | 2–0 | 1–2 | 1–2 | 0–0 | —   | 1–1 | 2–5 | 1–2 | 2–2 |
| Sepsi Sfântu Gheorghe | 4–0 | 2–3 | 0–1 | 1–1 | 3–1 | 0–1 | 0–0 | 0–1 | 3–0 | 1–0 | —   | 1–0 | 2–2 | 0–0 |
| Universitatea Craiova | 3–2 | 1–0 | 3–1 | 0–2 | 1–0 | 4–1 | 0–1 | 3–1 | 3–0 | 1–1 | 0–1 | —   | 3–1 | 2–1 |
| Viitorul Constanța    | 0–0 | 0–1 | 2–2 | 3–1 | 3–0 | 5–0 | 0–2 | 4–1 | 3–2 | 2–1 | 4–1 | 1–2 | —   | 4–0 |
| Voluntari             | 1–2 | 1–2 | 1–2 | 0–4 | 0–1 | 2–1 | 1–2 | 0–3 | 2–0 | 0–0 | 0–0 | 1–2 | 1–2 | —   |

## Ronda por el campeonato

### Tabla de posiciones
Para esta ronda los clubes comienzan con sus puntos reducidos a la mitad y sin ningún récord de la fase anterior.
| Pos. | Equipo                | Pts. | PJ | G | E | P | GF | GC | Dif. | Clasificación 2020–21                 |
| ---- | --------------------- | ---- | -- | - | - | - | -- | -- | ---- | ------------------------------------- |
| 1    | CFR Cluj (C)          | 49   | 10 | 7 | 2 | 1 | 17 | 7  | +10  | Primera ronda de la Liga de Campeones |
| 2    | Universitatea Craiova | 44   | 9  | 7 | 0 | 2 | 17 | 14 | +3   | Primera ronda de la Liga Europa       |
| 3    | Astra Giurgiu         | 33   | 8  | 3 | 3 | 2 | 12 | 8  | +4   |                                       |
| 4    | Botoșani              | 32   | 10 | 2 | 3 | 5 | 10 | 12 | −2   | Primera ronda de la Liga Europa       |
| 5    | FCSB                  | 31   | 9  | 2 | 3 | 4 | 13 | 14 | −1   | Primera ronda de la Liga Europa       |
| 6    | Gaz Metan Mediaș      | 25   | 10 | 0 | 3 | 7 | 5  | 19 | −14  |                                       |

 Fuente: LFP, FRF, Soccerway
Criterios de clasificación: 1) Puntos; 2) Puntos entre sí; 3) Diferencia de goles; 4) Goles marcados.
Notas:
1. ↑  Astra Giurgiu no pudo obtener una licencia de la UEFA.
2. ↑  Tras ganar la Copa de Rumanía 2019-20, el FCSB obtuvo un cupo para la Primera ronda de la Liga Europa 2020-21.
3. ↑  Gaz Metan Mediaș no pudo obtener una licencia de la UEFA.

### Resultados
| Local \ Visitante     | AST | BOT | CFR | FCS | GAZ | UNI |
| --------------------- | --- | --- | --- | --- | --- | --- |
| Astra Giurgiu         | —   | 1–0 | 2–2 | 3–2 | 0–0 | —   |
| Botoșani              | 0–0 | —   | 0–2 | 2–2 | 4–1 | 0–2 |
| CFR Cluj              | 2–1 | 1–0 | —   | 1–0 | 2–0 | 2–3 |
| FCSB                  | —   | 1–1 | 0–2 | —   | 2–2 | 4–1 |
| Gaz Metan Mediaș      | 0–4 | 0–2 | 0–0 | 0–1 | —   | 1–2 |
| Universitatea Craiova | 2–1 | 2–1 | 1–3 | 2–1 | 2–1 | —   |

## Ronda por la permanencia

### Tabla de posiciones
Para esta ronda los clubes comienzan con sus puntos reducidos a la mitad y sin ningún récord de la fase anterior.
| Pos. | Equipo                 | Pts. | PJ | G | E | P | GF | GC | Dif. | Descenso 2020–21       |
| ---- | ---------------------- | ---- | -- | - | - | - | -- | -- | ---- | ---------------------- |
| 1    | Viitorul Constanța     | 43   | 14 | 6 | 5 | 3 | 25 | 17 | +8   |                        |
| 2    | Hermannstadt           | 35   | 12 | 6 | 4 | 2 | 18 | 14 | +4   |                        |
| 3    | Sepsi Sfântu Gheorghe  | 34   | 13 | 4 | 5 | 4 | 19 | 17 | +2   |                        |
| 4    | Academica Clinceni     | 32   | 14 | 7 | 0 | 7 | 14 | 21 | −7   |                        |
| 5    | Voluntari              | 31   | 14 | 6 | 3 | 5 | 16 | 12 | +4   |                        |
| 6    | Politehnica Iași       | 30   | 14 | 5 | 4 | 5 | 17 | 17 | 0    |                        |
| 7    | Dinamo București       | 25   | 9  | 2 | 2 | 5 | 8  | 11 | −3   |                        |
| 8    | Chindia Târgoviște (O) | 23   | 12 | 3 | 1 | 8 | 9  | 17 | −8   | Play-off de relegación |

Actualizado a los partidos jugados el 5 de agosto de 2020.
 Fuente: FRF, Soccerway
Criterios de clasificación: 1) Puntos; 2) puntos entre sí; 3) diferencia de goles; 4) Goles marcados.

### Resultados
| Local \ Visitante     | ACA | CHI | DIN | HER | POL | SEP | VIT | VOL |
| --------------------- | --- | --- | --- | --- | --- | --- | --- | --- |
| Academica Clinceni    | —   | 1–0 | 1–3 | 0–2 | 3–0 | 1–0 | 2–3 | 2–1 |
| Chindia Târgoviște    | 3–1 | —   | —   | 0–1 | 0–2 | 1–1 | 2–1 | 2–0 |
| Dinamo București      | 0–1 | —   | —   | —   | 1–1 | 1–3 | 1–1 | 0–1 |
| Hermannstadt          | 0–1 | 1–0 | —   | —   | 2–2 | 2–2 | 2–0 | 2–1 |
| Politehnica Iași      | 0–1 | 1–0 | 1–0 | 2–3 | —   | 3–1 | 1–1 | 2–1 |
| Sepsi Sfântu Gheorghe | 1–0 | 2–0 | —   | 1–1 | 1–1 | —   | 3–3 | 1–2 |
| Viitorul Constanța    | 5–0 | 4–1 | 1–0 | 4–1 | 2–1 | 0–3 | —   | 0–0 |
| Voluntari             | 3–0 | 2–0 | 1–2 | 1–1 | 1–0 | 2–0 | 0–0 | —   |

## Playoff ascenso-descenso
El equipo en el puesto 14 de la Liga I se enfrentó al equipo en el puesto 3 de la Liga II.
| Equipo 1           | Agr. | Equipo 2 | Ida | Vuelta |
| ------------------ | ---- | -------- | --- | ------ |
| Chindia Târgoviște | 3–1  | Mioveni  | 2–0 | 1–1    |

## Goleadores
- Actualizado al 16 de junio de 2020.
| Pos. | Jugador            | Club                  | Goles |
| ---- | ------------------ | --------------------- | ----- |
| 1    | Gabriel Iancu      | Viitorul Constanța    | 18    |
| 2    | Ciprian Deac       | CFR Cluj              | 14    |
| 2    | Denis Alibec       | Astra Giurgiu         | 14    |
| 2    | Alexandru Cicâldău | Universitatea Craiova | 14    |
| 5    | Florinel Coman     | FCSB                  | 12    |
| 5    | Gabriel Debeljuh   | Hermannstadt          | 12    |
| 7    | Rivaldinho         | Viitorul Constanța    | 11    |
| 8    | Sergiu Buș         | Gaz Metan Mediaș      | 10    |
| 8    | Deian Sorescu      | Dinamo București      | 10    |
| 8    | Valentin Gheorghe  | Astra Giurgiu         | 10    |